# Nippon o Genki ni Suru Kai
Nippon o Genki ni Suru Kai (日本を元気にする会?   ;en inglés, The Assembly to Energize Japan, "La Reunión para Revitalizar Japón") fue un partido político minoritario de Japón. Fue formado el 1 de enero de 2015 por los consejeros Kōta Matsuda, del antiguo Minna no To, y Antonio Inoki del antiguo Partido para las Futuras Generaciones.
Tras la disolución del Minna no To el 28 de noviembre de 2014, Kōta Matsuda junto con los diputados Shigeru Tanaka, Yoshiyuki Inoue, Kuniko Koda, Kazuyuki Yamaguchi, Taro Yamada y Antonio Inoki, quien renunció a su partido, formaron su propio grupo parlamentario llamado Nippon o Genki ni Suru Kai el 18 de diciembre de 2014, y el 1 de enero de 2015 fue lanzado oficialmente dicho partido.
Mantuvo dos escaños en la Cámara de Consejeros, donde uno de ellos fue ocupado por Inoki, quien fue presidente del partido desde 2016, luego que Matsuda renunciara por problemas financieros que estaban afectando al partido, y luego de haber sufrido renuncias de otros diputados.
Fue un partido basado en la democracia digital y la democracia directa. Se centró en la elección de miembros clave del partido vía aplicación en teléfonos inteligentes, y tuvo vínculos estrechos con partidos europeos que se inspiran en la democracia directa, sobre todo con el Partido Pirata Alemán.
La filosofía del partido se inspiraba mucho en el modelo del Partido Democracia de Internet de Hungría, cuyo mecanismo refleja el sentir directo de la población. Por ejemplo, si el 60% de la membresía del partido está de acuerdo con un tema, el 60% de los diputados del colectivo votarán a favor de la propuesta en la Dieta, igualando el sentir de la membresía. 
El 10 de diciembre de 2018 se anunció su disolución.

## Presidentes del partido
| N.º | Nombre                                      | Período            | Período                 | Imagen |
| N.º | Nombre                                      | Inicio             | Término                 | Imagen |
| --- | ------------------------------------------- | ------------------ | ----------------------- | ------ |
| 1   | Kōta Matsuda 松田 公太 Matsuda Kōta         | 1 de enero de 2015 | 2 de junio de 2016      |        |
| 2   | Antonio Inoki アントニオ 猪木 Antonio Inoki | Julio de 2016      | Noviembre de 2016       |        |
| 3   | Takumi Tanaka 田中 匠身 Tanaka Takumi       | Noviembre de 2016  | 10 de diciembre de 2018 |        |